# Flight on Titan
Flight on Titan är en science fiction-novell skriven av Stanley G. Weinbaum, ursprungligen publicerad i januari 1935 i tidskriften Astounding Stories. Den utspelar sig på Titan.

## Handling
Efter en börskrasch reser Tim Vick och hans fru Diana till Titan för att leta efter de mest värdefulla juvelerna i Solsystemet. En naturkatastrof tvingar dem att fly till den mänskliga huvudbosättningen.

### Fotnoter
1. ↑  ”Solsystemets 156 månar”. Allt om vetenskap. 14 mars 2006. http://www.alltomvetenskap.se/nyheter/solsystemets-156-manar. Läst 24 september 2014.
2. ↑  ”Planets of Peril” (på engelska). Forgotten Futures XI. 1 november 1935. http://www.forgottenfutures.com/game/ff11/html/ffxi.htm. Läst 24 september 2014.